# Distrikt Quinjalca
Der Distrikt Quinjalca liegt in der Provinz Chachapoyas in der Region Amazonas in Nord-Peru. Der Distrikt wurde am 5. Februar 1861 gegründet. Er besitzt eine Fläche von 82,4 km². Beim Zensus 2017 wurden 828 Einwohner gezählt. Im Jahr 1993 lag die Einwohnerzahl bei 1208, im Jahr 2007 bei 934. Sitz der Distriktverwaltung ist die 3065 m hoch gelegene Ortschaft Quinjalca mit 107 Einwohnern (Stand 2017). Quinjalca befindet sich 26 km nordöstlich der Provinz- und Regionshauptstadt Chachapoyas.

## Geographische Lage
Der Distrikt Quinjalca liegt im zentralen Nordosten der Provinz Chachapoyas. Er liegt in der peruanischen Zentralkordillere. Im Nordosten wird das Areal von dem nach Nordwesten fließenden Oberlaufs des Río Imaza begrenzt. Der Südwesten wird über den Río Sonche nach Westen zum Río Utcubamba entwässert.
Der Distrikt Quinjalca grenzt im Süden an den Distrikt Molinopampa, im Südwesten an den Distrikt Sonche, im Westen an den Distrikt Chiliquín, im Nordwesten an den Distrikt Asunción, im Nordosten an den Distrikt Olleros sowie im Osten an den Distrikt Granada.

## Ortschaften
Neben dem Hauptort gibt es folgende größere Ortschaften im Distrikt:
- Cashac
- Chontapampa
- Lamche
- Shilmal